# Ahmed Hamditunneln
Ahmed Hamditunneln är en biltunnel som går under Suezkanalen. Den byggdes 1981, är 1,63 kilometer lång och binder samman Suez med Sinaihalvön.